# 요제프 슈티글러
요제프 슈티글러(독일어: Josef Stiegler, 1937년 4월 20일~)는 오스트리아의 전직 알파인 스키 선수로 1964년 동계 올림픽 남자 회전 부문에서 금메달을 획득하였다. 